# Skylar Diggins-Smith
Skylar Diggins-Smith (South Bend, 2 de agosto de 1990) é uma jogadora estadunidense de basquete profissional que atualmente joga pelo Phoenix Mercury da Women's National Basketball Association.
Ela conquistou a medalha de ouro nos Jogos Olímpicos de Verão de 2020 com a seleção dos Estados Unidos.